# Calum Reed
Calum Reed es un personaje ficticio que aparece en la serie británica basada en espías Spooks interpretado por el actor Geoffrey Streatfield desde el 17 de septiembre de 2011, hasta el final de la serie el 23 de octubre de 2011. En el 2015 Geoffrey volvió a interpretar a Callum ahora en la película Spooks: The Greater Good.

## Antecedentes
Calum es un hombre talentoso, arrogante, presumido y bromista. A su llegada Calum no respeta a nadie y eso lo mete en problemas, él cree que puede hacer mejor el trabajo de los demás y lo dice.

## Temporadas

### Décima Temporada
Calum es un hombre desaliñado, relajado, arrogante y aficionado a sí mismo. Es un oficial que tiene varias funciones debido al nuevo plan del MI5 para producir a oficiales más versátiles, entre algunos de sus funciones son ser técnico y analista de los datos de inteligencia.
A su llegada se convierte en rival de Tariq Masood, con respecto a las habilidades técnicas, Calum cree que de algún modo está detrás de los oficiales Erin Watts y Dimitri Levendis cuando estos están en una operación.

## Spooks: The Greater Good
Callum muere en el 2015 luego de que el terrorista muere luego de que Adam Qasim le disparara en la cabeza luego de entrar en las oficinas de la Sección D.